# 다크 앰비언트
다크 앰비언트(Dark ambient)는 전자 음악의 장르 중 하나이다.

## 개요
앰비언트와 노이즈 음악의 파생형이며, 선율의 불협화음을 내세운 것이다. 앰비언트는 1970년대에 브라이언 이노가 제창한 것이지만, 그가 1975년에 킹 크림슨의 로버트 플립과 공동 제작한 앨범 Evening Star에서 이미 앰비언트의 어두운면을 강조한 작품이 수록되어 있었다. 1980년대 이후 포스트펑크 - 인더스트리얼 흐름에서도 이러한 실험적인 시도가 이루어왔다. 일부에서는 블랙 메탈이나 고스 문화와 관련이 있다.

## 같이 보기
- 전자 음악 장르 목록